# Molotra milloti
Espèce
Molotra milloti est une espèce d'araignées aranéomorphes de la famille des Oonopidae.

## Distribution
Cette espèce est endémique de la région de Diana à Madagascar,. Elle se rencontre vers Ankify.

## Description
Le mâle holotype mesure 2,40 mm.

## Étymologie
Cette espèce est nommée en l'honneur de Jacques Millot.

## Publication originale
- Ubick & Griswold, 2011 : The Malagasy goblin spiders of the new genus Molotra (Araneae, Oonopidae). American Museum Novitates, no 3729, p. 1-69 (texte intégral).